# Corinnomma
Genre
Corinnomma est un genre d'araignées aranéomorphes de la famille des Corinnidae.

## Distribution
Les espèces de ce genre se rencontrent en Asie du Sud-Est, en Asie du Sud, en Asie de l'Est et en Afrique subsaharienne ; sauf Corinnomma albobarbatum de Saint-Vincent.

## Liste des espèces
Selon World Spider Catalog (version 26, 17/04/2025) :
- Corinnomma afghanicum Roewer, 1962
- Corinnomma albobarbatum Simon, 1898
- Corinnomma comulatum Thorell, 1891
- Corinnomma hamulatum (Song & Zhu, 1992)
- Corinnomma javanum Simon, 1905
- Corinnomma lawrencei Haddad, 2006
- Corinnomma moerens Thorell, 1890
- Corinnomma olivaceum Simon, 1896
- Corinnomma plumosum (Thorell, 1881)
- Corinnomma rapax Deeleman-Reinhold, 1993
- Corinnomma semiglabrum (Simon, 1896)
- Corinnomma severum (Thorell, 1877)
- Corinnomma simplex L. Zhang, Jin & F. Zhang, 2022
- Corinnomma spirale L. Zhang, Jin & F. Zhang, 2022
- Corinnomma thorelli Simon, 1905

## Systématique et taxinomie
Ce genre a été décrit par Karsch en 1880 dans les Drassidae. Il est placé dans les Corinnidae par Lehtinen en 1967.

## Publication originale
- Karsch, 1880 : « Arachnologische Blätter (Decas I). » Zeitschrift für die gesammten Naturwissenschaften, vol. 53, p. 373-409.